# Ibuki (góra)
Góra Ibuki (jap. 伊吹山 Ibuki-san) – góra w Japonii o wysokości 1 377 m n.p.m. na granicy prefektur: Shiga i Gifu. Góra Ibuki jest najwyższym wzniesieniem w prefekturze Shiga. Należy do 100 najsławniejszych gór w Japonii, 100 gór regionu Kansai i 50 gór prefektury Shiga. 

## Charakterystyka
Góra Ibuki jest największym wzniesieniem w paśmie Ibuki, które rozpościera się z północy na południe wzdłuż granicy prefektur: Shiga i Gifu. 
Na południowym końcu pasma znajduje się mała równina, która stała się jednym z ważniejszych miejsc w historii Japonii, miejscem bitwy pod Sekigaharą.

## Natura
Góra Ibuki jest znana z rekordów największej pokrywy śnieżnej. W dniu 14 lutego 1927 roku na szczycie góry głębokość śniegu wyniosła 11,82 metra.
Zbocza góry obfitują w bujną faunę i florę. Obecnie, góra zmieniła znacznie swój kształt na skutek intensywnego wydobywania wapienia, a przyroda została zniszczona przez rozwijającą się turystykę (latem – wspinaczka, zimą – narciarstwo). Jest to bowiem miejsce wypoczynku m.in. mieszkańców Osaki i Nagoi.

## Szlaki
Góra Ibuki jest dość łatwo osiągalna nawet dla niewprawionych turystów. Istnieje kilka sposobów dostania się na szczyt. Najłatwiej jest skorzystać z Ibuki Driveway. Zajmuje to pieszo około 10 minut. Można też wykorzystać wyciąg narciarski do górnej stacji Sangome i dalej spacerem na szczyt. Razem zajmuje to około 2 godzin. Najdłuższa trasa piesza, to wspinaczka od podnóża góry, zajmująca około 8 godzin. Wielu turystów zaczyna wspinaczkę z przystanku autobusowego Ibuki-Tozanguchi, który jest oddalony o 10 minut jazdy autobusem od stacji Ōmi-Nagaoka na magistrali Tōkaidō.